# پل بالارو

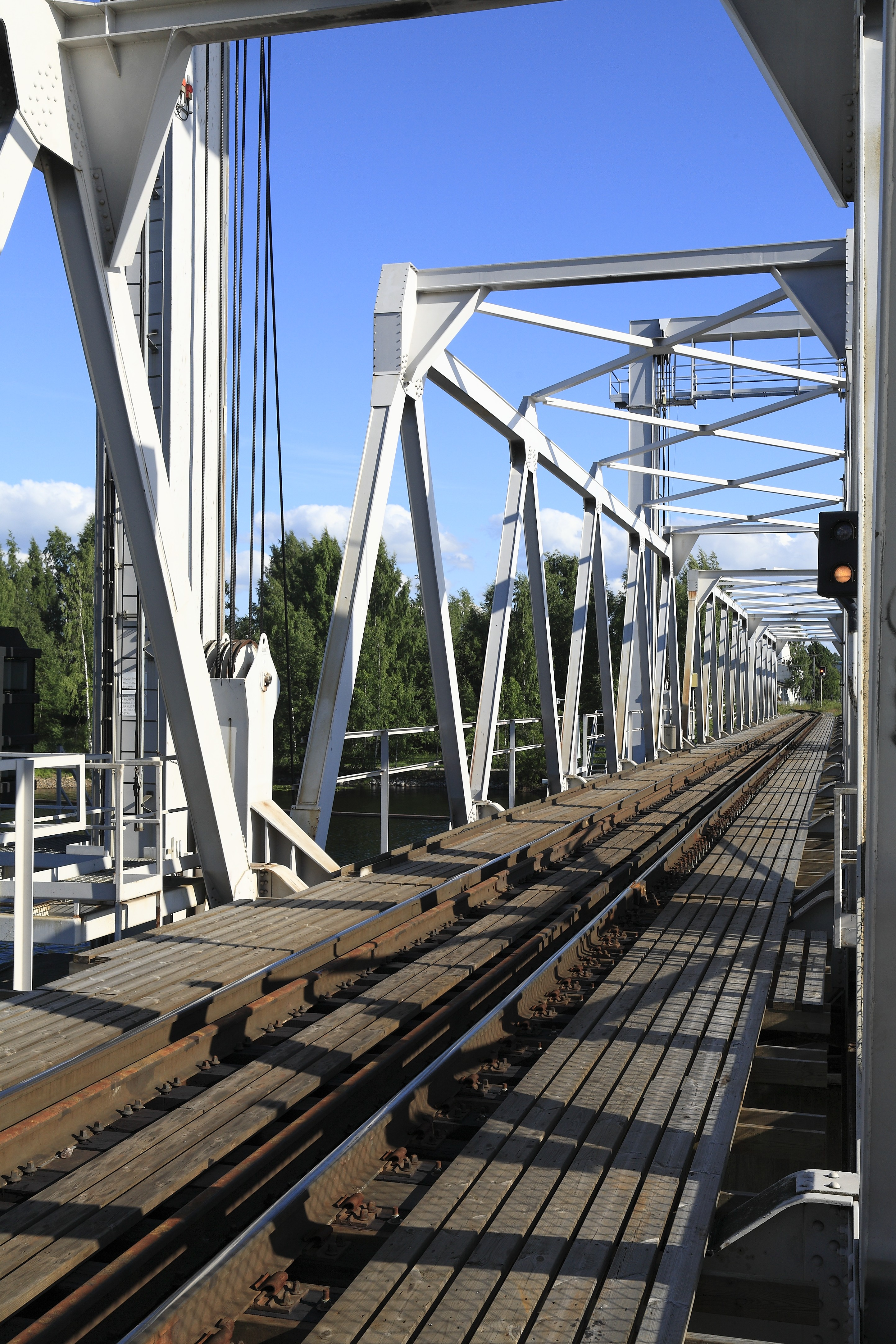
پل بالاروی عمودی

پل بالارو یا پل بالارُویِ عمودی (به انگلیسی: Vertical-lift bridge) نوعی پل متحرک است که در آن دهانه به صورت عمودی بالا می‌رود، در حالی که موازی با عرشه باقی می‌ماند.
اگرچه بیشتر پل‌های بالاروی عمودی از برج‌هایی استفاده می‌کنند که هر کدام به وزنه‌های تعادل مجهز شده‌اند، اما برخی از آنها از جک‌های هیدرولیک در زیر عرشه استفاده می‌کنند. یک مثال ۵۲-فوت (۱۵٫۸۵-متر) دهانه پل در خیابان سنت پل در میلواکی (همچنین به پل‌های جدولی مراجعه کنید). طرح دیگری از تیرهای تعادل برای بلند کردن عرشه استفاده می‌کند، با پایه‌های چرخشی که در بالای برج‌های بالارو قرار دارند. نمونه‌ای از این نوع در لاسال، در ایلینوی، ایالات متحده ساخته شد.